# (29931) 1999 JL44
A (29931) 1999 JL44 a Naprendszer kisbolygóövében található aszteroida. A LINEAR projekt keretében fedezték fel 1999. május 10-én.